# ألبرت جون دوولي
ألبرت جون دوولي هو سياسي أمريكي، ولد في 10 يونيو 1930 في تشابين في الولايات المتحدة. نشط حزبياً في الحزب الديمقراطي. وقد انتخب عضو مجلس نواب كارولاينا الجنوبية ‏. توفي يوم 8 سبتمبر 2022.